# Песме жени
Песме жени је циклус од четири песме српског песника модернизма, Јована Дучића. Природа и љубав су мотиви који доминирају неговим стваралаштвом. Песме жени су прво издање доживеле 1925. године. 

## ЦиклусПесме жени
Четири песме овог циклуса, од којих се свака састоји од по три катрена, могу се узети као четири певања једне једине химничне поеме жени и љубави. Настале истовремено у доба када је песник био на врхунцу и живота и стварања, ове четири песме представљају суму, и по свој прилици, највиши домет Дучићеве љубавне лирике. У средишту је жена, многолика и јединствена, жена која у себи сједињује Афродиту са Атином, Деметру и толике друге богиње са музама и нимфама. Она је смисао, извор и утока свега што постоји, инспираторка и циљ, истовремено живот и смрт.

## Издања
- Дучић, Јован. Сабрана дела, књига 2, Песме љубави и смрти, Београд, Народна просвета
- Дучић, Јован. Песме, Београд, 2006.
- Дучић, Јован. Песме, Београд, Дом и школа, 2004.